# Adorazione dei Magi (Giorgione)
L'Adorazione dei Magi è un dipinto a olio su tavola (29x81 cm) di Giorgione, databile al 1506–1507 circa e conservato nella National Gallery di Londra.

## Storia e descrizione

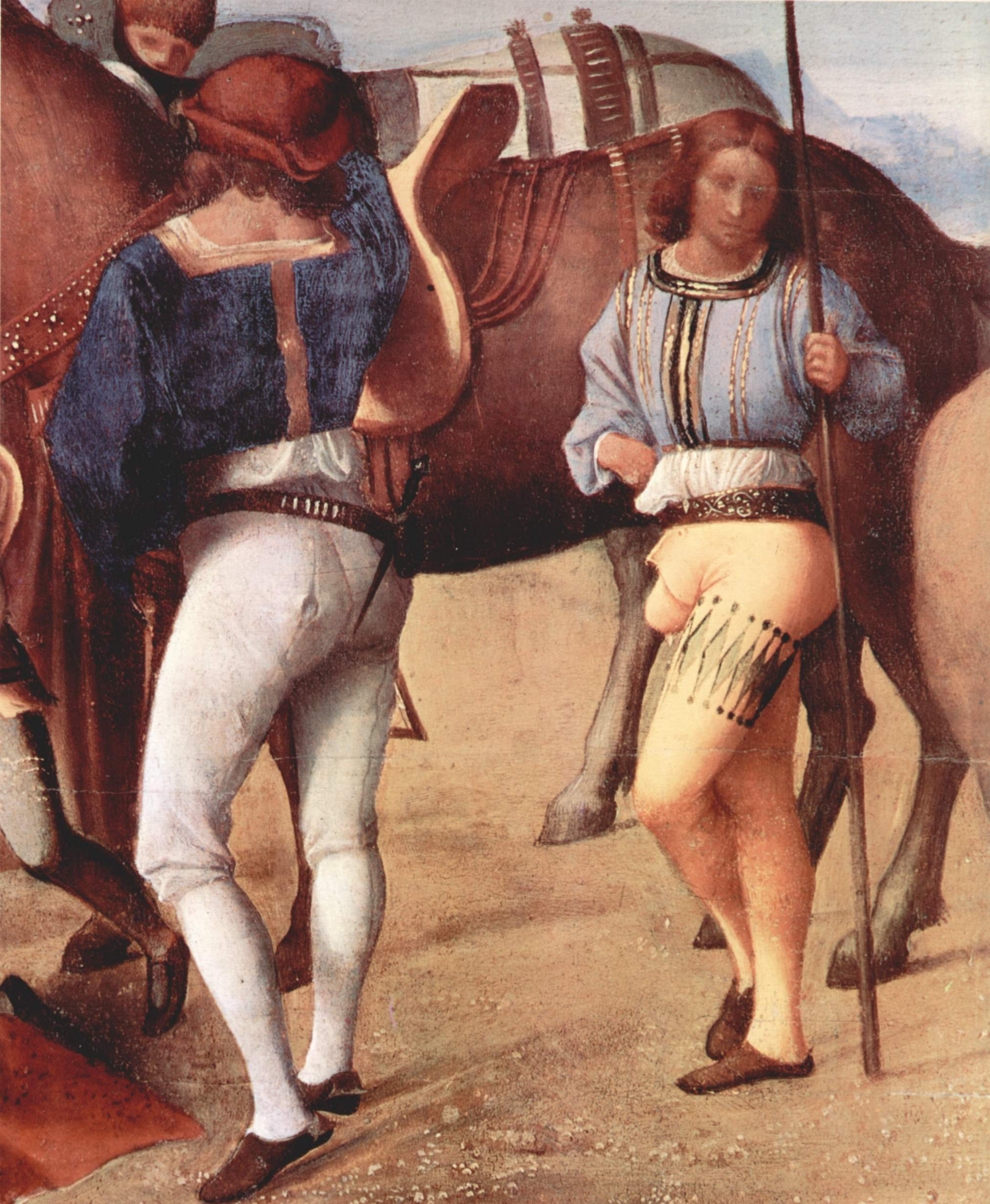
Dettaglio

L'opera, che si trova nel museo inglese dal 1884 (dove entrò con attribuzione a Giovanni Bellini), è di attribuzione piuttosto consolidata, ma di datazione difficilmente chiarificabile. Le ipotesi più diffuse tra gli studiosi la collocano attorno al 1505, ma non manca chi l'ha riferita, su basi stilistiche, alla fine del Quattrocento o, in base a un'analisi delle vesti, al 1506-1507.
Non è escluso che la tavola fosse un pannello di predella smembrato. Vi si vede la scena dell'adorazione dei Magi svolta con una composizione piuttosto tradizionale, a sviluppo orizzontale, con la Sacra Famiglia e la capannuccia a sinistra e il corteo al centro e a destra. Più che l'impostazione generale o l'esotismo dei personaggi, quello che colpisce soprattutto è la smagliante tavolozza dei colori, che spiccano soprattutto per contrasto con la penombra della grotta, nonché la stesura ora netta e corposa, ora indefinita e sfumata, che dimostra la straordinaria libertà espressiva dell'artista. Analisi a raggi infrarossi hanno mostrato il disegno sottostante che venne spesso modificato in fase esecutiva.
I panneggi hanno un andamento ancora frastagliato, che conferma l'appartenenza dell'opera alla fase giovanile dell'artista. Il giovane paggio all'estrema destra ha una posa che venne spesso imitata dagli artisti dell'epoca, testimoniando il successo della tavoletta.